# トゥワンテ郡区
トゥワンテ郡区 （ビルマ語: တွံတေး မြို့နယ်、英語: Twante Township）はミャンマー ヤンゴン地方域の郡区のひとつ。ヤンゴン市から南西にある。郡区の行政中心地はトゥワンテ。郡区にはミャンマー新年祭ティンジャンが盛大なことで知られるシュエ・サンドー・パヤーがある。陶器の産地でもあり、多くの窯がある。

## 居住地区
トゥワンテ郡区は、220ヵ所の集落を65村と8小区（Ward）に区画して、郡区を構成している。